# Provincia di Herrera
Herrera è una provincia panamense situata nel nord della penisola di Azuero e il cui capoluogo è la città di Chitré. Confina a nord con le province di Veraguas e Coclé, a sud con Los Santos, a est con il golfo di Parita e a ovest ancora con Veraguas, in particolare con il distretto di Mariato.
Ha una superficie di 2 340,7 km² e nel 2008 aveva una popolazione di 111 647 abitanti (la stima del 2010 si ferma a 107 911 abitanti).
Luogo di passaggio tra importanti sottoregioni della penisola di Azuero, due fondamentali rotte stradali percorrono la provincia di Herrera: da sud a nord, l'autostrada nazionale, da est a ovest, la panamericana.

## Denominazione
Il nome della provincia è legato a quello del generale Tomás Herrera, prima militare e politico neogranadino, poi presidente della Repubblica di Colombia e capo di Stato dello Stato libero dell'istmo durante il 1840 e il 1841. L'etimologia di Herrera deriva dal cognome patronimico castigliano Herrera, a sua volta derivante dal termine latino ferrum, ovvero ferro.

## Geografia

### Posizione
La provincia di Herrera occupa una superficie di 2 340,7 km², che equivale al 3% del territorio panamense, fattore che la rende la più piccola suddivisione amministrativa della sua categoria della nazione. Si trova nella parte settentrionale della penisola di Azuero e a settentrione confina con la provincia di Veraguas e con Coclé, dove il fiume Santa María la separa da quest'ultima. A ovest, il massiccio dell'Azuero funge da confine naturale con il sud della provincia di Veraguas, mentre a meridione il fiume La Villa funge da demarcazione con la vicina Los Santos. Su entrambe le sponde del fiume si riscontra il medesimo paesaggio, in quanto il bacino idrografico del corso d'acqua sopraccitato è ripartito tra le due province. Infine, a est, l'oceano Pacifico bagna la provincia che si affaccia sullo stesso con una vasta piana costiera, che occupa uno spazio compreso tra le foci dei fiumi Santa María e La Villa, nella baia di Parita: da un punto di vista biologico, quest'area è tra le più variegate in tema di flora e fauna.

### Clima
Poiché una parte della catena montuosa di Azuero giace nella parte occidentale della provincia, la provincia si trova esposta agli alisei, i quali condizionano il clima nella provincia rendendolo tropicale secco, così come identificato dalla classificazione di Köppen (Awi). Nella zona orientale, facente parte delle piane costiere del golfo di Panama, trovano spazio la foresta secca pedemontana, quella umida pedemontana e quella decidua tropicale. Negli altopiani di ponente sono presenti microclimi con un'altra condizione ambientale, come nel caso della riserva forestale di Montuoso al confine con il Quebro.
La stagione secca si verifica tra la fine di novembre e l'inizio di maggio; invece, la stagione delle piogge si estende per tutto il resto dell'anno. Essendo situata nella zona tropicale, la differenziazione delle stagioni può essere incerta, con temperature che variano tra i 23 °C e i 32 °C.
| Parametri climatici medi di Herrera (2010) | Mesi | Mesi | Mesi | Mesi | Mesi  | Mesi  | Mesi  | Mesi  | Mesi  | Mesi  | Mesi  | Mesi | Stagioni | Stagioni | Stagioni | Stagioni | Anno    |
| Parametri climatici medi di Herrera (2010) | Gen  | Feb  | Mar  | Apr  | Mag   | Giu   | Lug   | Ago   | Set   | Ott   | Nov   | Dic  | Inv      | Pri      | Est      | Aut      | Anno    |
| ------------------------------------------ | ---- | ---- | ---- | ---- | ----- | ----- | ----- | ----- | ----- | ----- | ----- | ---- | -------- | -------- | -------- | -------- | ------- |
| T. max. media (°C)                         | 33,8 | 38,5 | 39,0 | 39,0 | 39,0  | 39,2  | 36,4  | 36,8  | 37,4  | 36,0  | 35,0  | 36,4 | 36,2     | 39,0     | 37,5     | 36,1     | 37,2    |
| T. min. media (°C)                         | 15,6 | 14,8 | 16,2 | 16,0 | 18,0  | 16,8  | 17,4  | 18,8  | 18,9  | 16,8  | 18,0  | 16,4 | 15,6     | 16,7     | 17,7     | 17,9     | 17,0    |
| Precipitazioni (mm)                        | 8,4  | 0,5  | 3,4  | 21,7 | 130,6 | 143,1 | 108,9 | 133,1 | 189,6 | 209,8 | 152,4 | 49,1 | 58,0     | 155,7    | 385,1    | 551,8    | 1 150,6 |

### Geologia
Panama è il settore dell'istmo formatosi più di recente: le sue montagne risultano l'unione definitiva tra le Sierras Madres del nord e le Ande del sud. Essendo situata a ridosso di alcune faglie, i terremoti sono frequenti, così come i fenomeni vulcanici, poiché alcuni crateri sono tuttora attivi. Durante il Cenozoico, il legame tra l'Atlantico e il Pacifico venne troncato a causa delle volate magmatiche solidificatesi e della costituzione di calcari marini grazie alle barriere coralline e ai sedimenti trasportati dai fiumi. La fetta più consistente del territorio si presenta pianeggiante ed è solcata da una spina dorsale centrale di montagne e vulcani: si tratta delle alture meno elevate dell'istmo.
Le colline e i monti circondano il Paso de la Culebra, dove ha sede il canale di Panama. Dal confine con la Costa Rica a ovest, i rilievi scendono di quota e si restringono nella zona del canale, per salire e allargarsi nuovamente fino al confine con la Colombia a est.

### Idrografia
Nella provincia scorre il fiume più importante della penisola di Azuero, La Villa, che nasce nel distretto di Las Minas e funge da confine tra Herrera e Los Santos per un vasto tratto. Altri corsi d'acqua importanti sono il Santa María e il Parita.

### Flora e fauna
La varietà di animali selvatici è discreta; tra le specie principali si possono citare l'armadillo a nove fasce (Dasypus novemcinctus), il coccodrillo americano (Crocodylus acutus), lo scoiattolo variegato (Sciurus variegatoides), l'iguana verde (Iguana iguana) e varie specie ittiche presenti lungo la costa. Tra le specie addomesticate dall'uomo e funzionali alle attività zootecniche rientrano bovini, cavalli e pollame.

## Storia

### Prima del 1492
In epoca precolombiana, la penisola di Azuero era abitata da un gran numero di nativi americani, in particolare da un ramo dei Guaymí, distribuiti in vari centri abitati in diversi luoghi stabiliti come Parita o París, Usgaña, Burning e altri insediamenti minori. Le attività principali consistevano nella pesca, nella caccia e nell'agricoltura, in particolare con riguardo alla coltivazione del mais.

### Epoca spagnola

Bandiera del Vicereame della Nuova Granada impiegata dal 1785 al 1873 e dal 1875 al 1931

La conquista della regione di Azuero cominciò nel 1515, diretta dal governatore di Castilla de Oro, Don Pedrarias Dávila. In tale area geografica si insediò tra i primi europei il capitano Gonzalo de Badajoz, il quale si interfacciò con le comunità locali che in quel momento stavano vivendo un periodo florido in ambito culturale ed economico. Il viaggio di Badajoz attraverso i territori dei cacicchi sul versante Pacifico fu contrassegnato da scontri e nefandezze.
Badajoz venne battuto dal capo di Paris, perdendo il bottino ottenuto ad Antataura. Il governatore del regno di Castilla de Oro spedì Gaspar de Espinosa a recuperare il tesoro, riuscendo a sottomettere la regione di Azuero. Vari gruppi di indigeni locali si spostarono nella fitta vegetazione del Pacifico in regioni considerate di scarsa rilevanza dai conquistadores, specie le foreste della regione orientale e quelle presenti lungo versante atlantico dell'istmo; un altro numeroso nucleo di nativi fuggì in direzione delle alture situate nei pressi della Cordigliera Centrale.

#### Fondazione di Natá de los Caballeros
La fondazione di Natá de los Caballeros come nucleo dell'espansione spagnola si annovera tra gli eventi più importanti nella storia della provincia: è da tale città che iniziò l'insediamento della penisola di Azuero, spopolatasi dopo la conquista.

### Periodo di colonizzazione spagnola
La regione oggi identificata come Azuero, è nata con la fusione di tre insediamenti prima precipui per le popolazioni indigene: Santa Cruz de Cubita, Santa Helena de Parita e Santiago de Olá. Quando la schiavitù indigena fu abolita nella città di Natá de los Caballeros, la suddivisione amministrativa costituita fu quella di Tierra Firme. La prima fondazione di una lunga serie per quest'unità territoriale accadde forse il 3 maggio 1558 per opera del governatore Juan Ruiz de Monjarraz e di Fray Pedro de Santa María sulle rive del fiume chiamato Cubita (attualmente noto come Río La Villa), a circa tre chilometri dal luogo dell'attuale città di Los Santos, anche se sulla sponda opposta.
Di fronte all'idea di ripristinare la schiavitù a Natá, alcuni coloni abolizionisti lasciarono Natá de los Caballeros alla ricerca di nuove opportunità nelle fertili terre di quello che oggi vengono chiamate Azuero. I coloni, provenienti da varie destinazioni della penisola iberica e delle isole Canarie, iniziarono subito a introdurre nella regione una serie di prodotti artigianali tipici delle loro regioni di origine. Successivamente sarebbero stati raggiunti da soldati spagnoli disertori, senza vocazione militare, che si erano arruolati nell'esercito per combattere nella guerra di Arauco in Cile, all'unico scopo di giungere in America in cerca di un futuro migliore.
La colonizzazione della penisola di Azuero, la costruzione di case e l'edificazione di fattorie furono relativamente lente: iniziate intorno al 1553, continuarono per più di un decennio. Si rendeva a scegliere luoghi lontani da Natá, al fine di rimanere esenti da tasse municipali e decime pesanti, così da poter meglio soddisfare i loro bisogni in quei tempi di scarsità. In seguito si diede il via alla stagione delle esplorazioni nell'ancora misterioso Ducato di Veragua (Ducado de Veragua) e, tra le conseguenze, rientrò la nascita della città mineraria di Concepción. Anziché arricchire chi si era trasferito in loco, i benefici derivanti dalle estrazioni finirono nelle mani degli abitanti di Panama e Nombre de Dios, che possedevano schiavi neri da poter impiegare come manodopera.

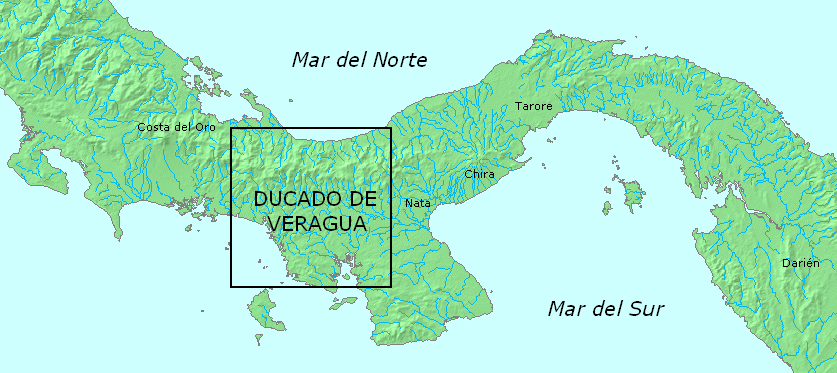
Ducato di Veragua

La città mineraria di Concepción divenne un centro importante per i cereali e il bestiame dei produttori sparsi in tutta la penisola di Azuero, circostanza che migliorò le condizioni socio-economiche degli abitanti. Una siffatta prosperità nella regione coincise col turbinio delle contravvenzioni pecuniarie arbitrariamente inflitte dall'ufficio del governatore di Natá ai residenti, comportando lo sviluppo di frizioni tra governo centrale e popolo.

#### Fondazione di Parita
Parita è il più antico insediamento indigeno ispanico localizzato nella regione Azuero: fu fondata nel 1558 come conseguenza di una serie di operazioni amministrative avviate dalla corona di Spagna già il 21 marzo 1551. Tra i promotori della nascita rientravano il governatore Juan Ruíz de Monjaraz e il frate domenicano Pedro de Santamaría. In origine venne chiamata Tacita De Oro per via dei suoi grandi giacimenti aurei, poi Santa Elena, fino a raggiungere il nome di Parita grazie al capo Paris.
I paritegni celebrano il 18 agosto come giorno di fondazione del distretto, sebbene non vi sia alcuna documentazione ufficiale che affermi il giorno esatto della costituzione di Santa Elena, una delle denominazioni sopraccitate con cui era noto l'agglomerato urbano.

### Chiesa di San Domenico

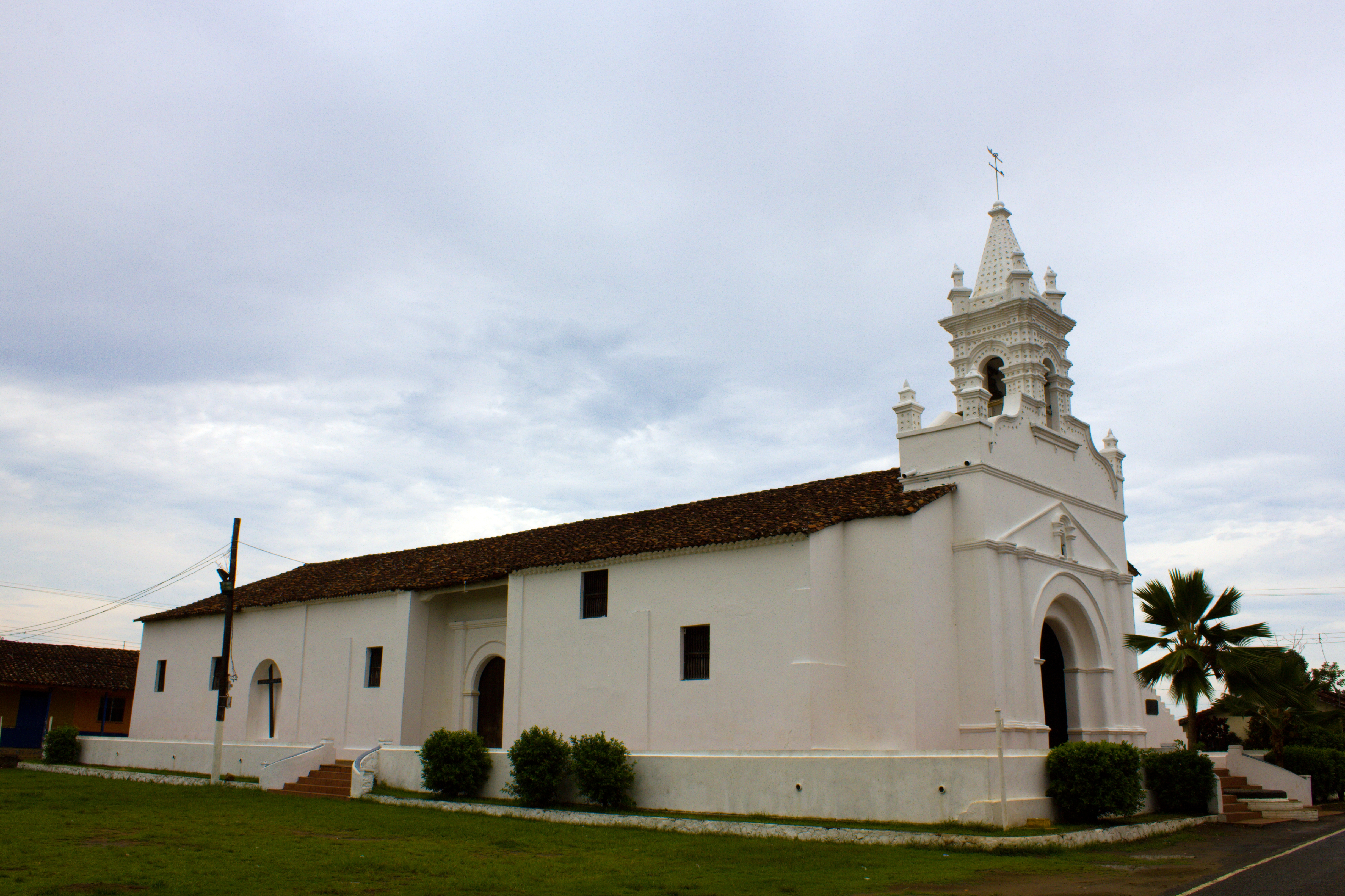
Chiesa di San Domenico, Parita

La chiesa di San Domenico a Parita si trova nel distretto omonimo. Si distingue perché presenta pregevoli altari in stile coloniale o pale dove abbondano motivi stilizzati a forma di frutti come melograni e fiori, tra cui girasoli; altri dettagli emulano il pizzo in una scultura in legno policromo con vernice dorata. La maggior parte dello stile churrigueresco barocco risale al XVIII secolo e la scultura è figlia del suo periodo storico, intriso di simbolismo cattolico. Il sito è stato dichiarato monumento storico nazionale nel 1926.

#### Fondazione La Villa de Los Santos
Ai coloni emigrati da Coclé presso le foreste di Azuero fu severamente vietato fondare città; nonostante tale divieto, un gruppo di natariani e abitanti di Parita, Cubita, Mensabé e Guararé decise di insediarsi sulle rive del fiume Cubita e di chiamare il posto Los Santos, perché fondato il 1º novembre 1569, il giorno di Ognissanti.
La città di Natá si oppose a tale fondazione, perché da quel momento non pervenne più una fetta consistente di introiti. Per questo il governatore di Natá, Rodrigo de Zúñiga, radunò un contingente in direzione dell'insediamento da poco fondato. Intorno al 5 novembre si svolse un incontro tra le fazioni rivali sulle rive della Quebrada de Rabelo, probabilmente perché di proprietà di uno dei fondatori di Los Santos, Ambrosio Rabelo. I "sovversivi", come vennero etichettati dalle autorità spagnole, furono arrestati e le loro abitazioni distrutte, mentre il primo sindaco della città di Los Santos, D. Francisco Gutiérrez, uomo assai carismatico, venne inizialmente condannato all'impiccagione, ma poi si scelse di costringerlo al solo esilio.
L'opposizione di Natariega all'esistenza di Los Santos assunse quindi la forma di una prolungata controversia legale che venne presto affrontata dall'Audiencia di Panama, il tribunale della colonia. I rappresentanti di Madrid ispezionarono il sito scelto dai fondatori del nuovo insediamento e conclusero che la posizione fosse ottimale e l'idea alla base della fondazione legittima. Pertanto, l'esistenza della città appena realizzata non venne cancellata e poté proseguire.

La croce di Borgogna, bandiera spagnola d'oltremare durante la fondazione di Villa de Los Santos

Per accontentare entrambe le parti, Madrid decise di riconoscere l'esistenza della popolazione di Los Santos nella provincia di Tierra Firme, ma non con l'alto titolo di "Città" (come Natá lo aveva), ma con il titolo diminuito di "Villa", ancora oggi presente nel nome del centro abitato. Nonostante portasse il titolo di "Villa", all'apice della sua crescita demografica, divenne la seconda per grandezza e rilevanza economica dell'intero istmo, venendo superata solo dalla città di Panama.
Nel 1589 la miniera di Concepción fu chiusa, comportando una depressione economica nella regione e spingendo i lavoratori a emigrare nelle zone disabitate della penisola, alla ricerca di nuovi incarichi. La diaspora generatasi fece accrescere in numero gli abitanti di quelle città che ancora oggi sono tra le principali della provincia. Los Santos risulta quindi la prima e più antica delle città nella penisola di Azuero.
Nel 1630, Fray Antonio Vásquez de Espinosa, nel suo Compendio e descrizione delle Indie occidentali, afferma che Natá era una piccola cittadina popolata da spagnoli e indiani d'America. Riguardo a Parita e a Villa de Los Santos, questi scrive:
(Fray Antonio Vásquez de Espinosa)
Infine, il 10 novembre 1821, i membri più importanti della comunità di Los Santos, riunitisi nel palazzo del governatore locale, dichiararono spezzate le catene che li avevano uniti, per quasi più di trecento anni, all'Impero spagnolo. Questo evento storico è noto come il "Grito de la Villa" e figura tra gli esempi più rilevanti della volontà di raggiungere una propria autonomia del popolo azuerano.

### Grande Colombia

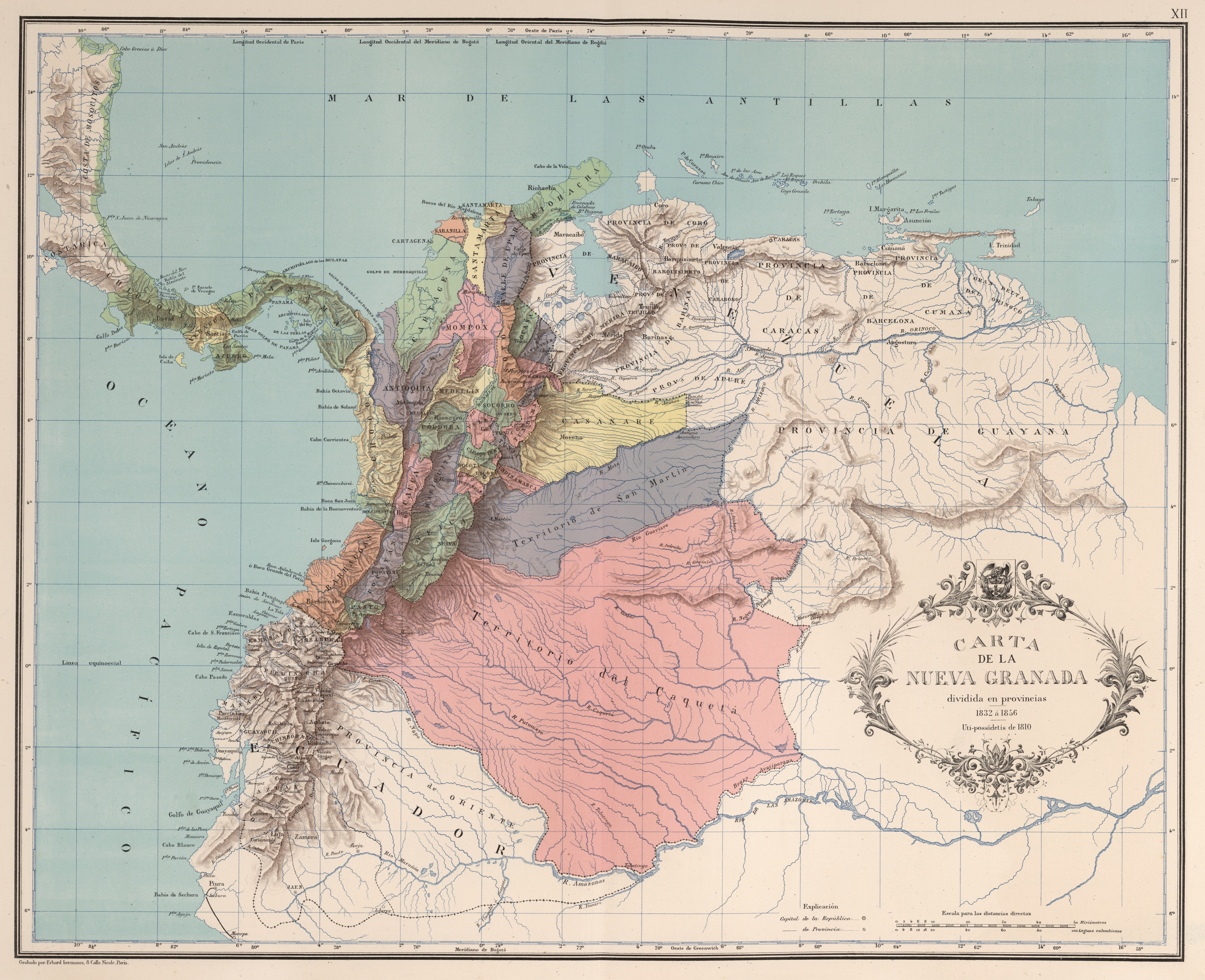
Mappa storica che mostra la provincia di Azuero

Una parte della penisola di Azuero e gran parte della terra immediatamente più a est rientravano in epoca coloniale sotto la giurisdizione di Natá, mentre la sezione occidentale a Veraguas. Al di là di alcune modifiche, tale suddivisione politica sopravvive ancora oggi. Tuttavia, a partire dal 1821, con l'indipendenza di Panama dalla Spagna e la successiva unione volontaria dell'istmo di Panama alla Grande Colombia, nel 1822 fu creato il Dipartimento dell'Istmo, la giurisdizione amministrativa fu divisa nelle province di Veraguas e Panama.

### Fondazione di Chitré
Chitré fu fondata il 19 ottobre 1848 sulla base delle disposizioni della legge organica dell'amministrazione municipale che in quell'anno dispose la creazione di quattro nuovi distretti: Aguadulce e La Pintada nel cantone di Natá, Chitré nel cantone di Los Santos e Los Pozos nel cantone di Parita. Il governatore del dipartimento di Panama a quel tempo era il generale Tomás Herrera e il presidente della Repubblica di Nuova Granada era il generale José Hilario López.

#### Provincia di Azuero

Bandiera ufficiale della provincia di Azuero

Dopo lo scioglimento della Grande Colombia, dalle ceneri dei territori che costituivano i dipartimenti settentrionale e meridionale emersero due nuovi Stati, lo Stato del Venezuela e Stato dell'Ecuador. Le province che geograficamente occupavano la parte centrale della disintegrata Gran Colombia, che a quel tempo comprendeva i vecchi dipartimenti di Boyacá, Cauca, Cundinamarca, Magdalena e dell'Istmo decisero di formare un nuovo Stato, chiamato Repubblica di Nuova Granada.
L'8 aprile 1850, il Congresso della Repubblica della Nuova Granada istituì la provincia di Azuero, dal cantone di Parita, composta dai distretti parrocchiali di Parita, Macaracas, Minas, Ocú e Pesé; il cantone di Los Santos, formato dai distretti parrocchiali di Los Santos, Las Tablas, Pocrí e Pedasí; e il distretto parrocchiale di Santa María, separato dal cantone di Natá e aggiunto al cantone di Parita; con capoluogo Villa de Los Santos. Questa provincia aveva una sua bandiera all'epoca, oggi impiegata come bandiera di Villa de Los Santos. Il suo governatore era Don Juan Arosemena e alla fine del 1853 adottò una propria costituzione per regolarsi internamente.

### Periodo della Confederazione Grenadina
Nel maggio 1856 le idee federaliste di Justo Arosemena trionfarono e Panama divenne lo Stato Federale di Panama, uno dei primi Stati che avrebbero costituito la Confederazione Granadina. Lo Stato federale di Panama comprendeva le province di Panama, Azuero , Veraguas e Chiriquí.

#### Dipartimento di Los Santos
Il Congresso della Nuova Granada, guidato da José de Obaldia, con decreto del 9 marzo 1855 abolì la provincia di Azuero e il suo territorio venne ripartito tra le province di Panama e Veraguas; i distretti parrocchiali di Santa María, Parita, Pesé, Macaracas e Las Minas furono aggiunti alla provincia di Veraguas, il resto dei distretti divenne provincia di Panama.
Le cause della soppressione della provincia si devono rintracciare negli scontri armati, nelle lotte economiche, sociali e politiche guidate, da un lato, tra le famiglie Goitia e Robles, di affiliazione liberale e, dall'altro, dalle famiglie De la Guardia, Fabrega e Chiari, di affiliazione conservatrice, per mantenere il controllo regionale: l'episodio è meglio conosciuto nella storiografia panamense come "guerra delle famiglie" (Guerra de familias).
Pochi mesi dopo, quando nel 1855 fu creato lo Stato Federale di Panama, poiché le esigenze economiche, sociali e politiche che diedero origine all'estinta provincia di Azuero sussistevano ancora e il suo ristabilimento era un'aspirazione dei suoi abitanti, divenne necessaria, per scopi amministrativi, una nuova divisione territoriale, che prese forma quando la Convenzione, riunita nell'Istmo, con la legge del 12 settembre 1855, istituì il Dipartimento di Los Santos, curando l'antica denominazione regionale, ma di cui solo i distretti parrocchiali di Chitré, Las Tablas, Pocrí, Pedasí e Los Santos erano suffraganei. Quanto al dipartimento di Herrera, questo era formato dai distretti del cantone di Parita: Macaracas, Parita, Pesé, Las Minas e Santa María.
Nel 1856, il malcontento degli abitanti della penisola di Azuero, dovuto alla centralizzazione dello Stato in un'entità non più federale, innescò una guerra politica nella regione. Come descrive Pablo Arosemena, a Herrera e Los Santos la situazione era tale che si riscontrava: "Costante disprezzo per i magistrati; aperta resistenza ai doveri imposti e al pagamento delle tasse pubbliche, frequenti rivolte in cui lo Stato federale viene gettato a morte, alla sua Costituzione e alla sua Assemblea Costituente; omicidi perpetrati, ora nella persona di un consigliere, ora in quella di un gendarme, ora in quella di agente fiscale, disposizione ed espulsione di alti funzionari dipartimentali [...] ".
Tuttavia, la penisola su cui si basavano queste due province e parte della provincia di Veraguas, situata tra il golfo di Montijo e il golfo di Parita, ha preservato fino a epoca recente il nome di 'Azuero', sebbene in precedenza venisse identificata con i termini adottati dai nativi Guararé e Mensabé.

#### Dipartimento di Herrera
I dipartimenti di Los Santos e Herrera furono fusi in uno: il dipartimento di Herrera, con capoluogo a Pesé. Questa fusione avvenne non appena Santiago de la Guardia fu eletto governatore dello Stato di Panama.

#### Dipartimento di Los Santos
Due anni dopo, grazie alla legge del 22 gennaio 1864 approvata dall'assemblea legislativa, José Leonardo Calancha alla guida dello Stato Sovrano di Panama (ai sensi della Costituzione del Rionegro), decise di riordinare la circoscrizione territoriale nella seguente maniera: Coclé (capoluogo: Penonomé), Colón (capoluogo: Colón), Chiriquí (capoluogo: David), Panama (capoluogo: Panama), Veraguas (capoluogo: San Francisco de la Montaña) e Los Santos.
Con questa modifica dipartimentale, contemporaneamente alla ricomparsa del dipartimento di Los Santos, ritornò a esistere Herrera e il precedente assetto sparì dalla mappa. Esse furono comprese in quella di Los Santos, a cui fu reincorporato il quartiere di Santa Marta, precedentemente ceduto a Veraguas. Nonostante un cambiamento temporaneo del capoluogo a Las Tablas, dal 1879 il centro principale tornò a essere Villa de Los Santos.

### Provincia di Los Santos
Con decreto n. 190 del 20 ottobre 1886, il suo primo governatore, il generale Alejandro Posada, un colombiano, in armonia con la Carta costituzionale, riorganizzò l'istmo e nominò i suoi dipartimenti o prefetture. L'istmo venne ufficialmente chiamato dipartimento di Panama (con capitale a Panama). Pesé, prima rientrante nel dipartimento appena citato, dal 1903 fu restituita a Los Santos: in quel momento la popolazione della provincia si fermava a 53 082 abitanti.

### Periodo repubblicano
Nel 1903, Panama, le cui province erano Bocas del Toro, Coclé, Colón, Chiriquí, Los Santos, Panama e Veraguas, si separò dalla Colombia. Alla fine del 1914, nel primo gabinetto del presidente Belisario Porras, per il progetto presentato e sostenuto dal Vice Moisés Espino, divise in due la provincia. Una parte del suo areale, che continuava con lo stesso nome e sette distretti, fu assegnata alla città di Las Tablas, in qualità di capoluogo; l'altra parte, la provincia di Azuero, aveva capoluogo a Chitré, anche se per poco.
La provincia di Herrera era costituita dai distretti di Chitré (tornata a quest'ultima), Las Minas, Parita, Los Pozos, Ocú, Pesé e Santa María.

### Provincia di Azuero
Nella Costituzione politica del 1941, il presidente Arnulfo Arias soppresse la provincia di Herrera, lasciando la sua area soggetta alla provincia di Los Santos, con capoluogo a Chitré. Fu incorporato da Mariato, Quebró e Arenas, regioni che fino ad allora erano sotto il dominio della provincia di Veraguas. La legge 103 del 12 luglio 1941 ridefinì i distretti della provincia di Los Santos come segue: Chitré, Ocú, Las Tablas, Los Santos, Macaracas e Tonosí. Le sezioni scomparse furono convertite in municipalità.

### Provincia di Los Santos
Nel 1945, si ripristinava un'ennesima volta la provincia di Herrera nonché i distretti soppressi, tornando alla precedente situazione, cioè alla coesistenza delle due province secondo la loro creazione avvenuta nel 1914 e 1915.

### Provincia di Herrera: la collocazione definitiva
Chitré, nella sua evoluzione storica, nel 1855 entrò a far parte dell'appena creata provincia di Azuero e mutò il suo nome da distretto parrocchiale a distretto di Chitré. Sempre nel 1860, con l'eliminazione della nuova provincia da parte dell'assemblea costituente, nacque la provincia di Herrera e Chitré entrò a far parte della provincia di Los Santos dopo poco (1864); tale situazione durò fino al 1915, sotto l'amministrazione del dottor Belisario Porras, quando fu definitivamente istituita la provincia di Herrera con capoluogo nella città di Chitré. Con la legge 103 del 12 luglio 1941 Chitré divenne capoluogo della provincia di Herrera e Los Santos fino al dicembre 1944 quando questa disposizione fu abrogata, tornando al suo precedente status.
Chitré, a capo dell'ormai scomparsa provincia di Azuero e in seguito della provincia di Herrera, con una superficie di 91,1 km², con una popolazione di 34 747 abitanti e con 381,4 abitanti per km² (censimento del 1990).

## Geografia antropica

### Suddivisioni amministrative
| Distretti                | Corregimientos (Suddivisioni)                                                                                                   | Cabecera (Capoluogo) |
| ------------------------ | --- | -------------------- |
| Distretto di Chitré      | Chitré, La Arena, Monagrillo, Llano Bonito, San Juan Bautista                                                                   | Chitré               |
| Distretto di Las Minas   | Las Minas, Chepo, Chumical, El Toro, Leones, Quebrada del Rosario, Quebrada El Ciprián                                          | Las Minas            |
| Distretto di Los Pozos   | Los Pozos, El Capurí, El Calabacito, El Cedro (Los Santos), La Arena, La Pitaloza, Los Cerritos, Los Cerros de Paja, Las Llanas | Los Pozos            |
| Distretto di Ocú         | Ocú, Cerro Largo, Los Llanos, Llano Grande, Peñas Chatas, El Tijera, Menchaca                                                   | Ocú                  |
| Distretto di Parita      | Parita, Cabuya, Los Castillos, Llano de la Cruz, París, Portobelillo, Potuga                                                    | Parita               |
| Distretto di Pesé        | Pesé, Las Cabras, Los Pájaros, El Barrero, El Pedregoso, El Ciruelo, Sabanagrande, Rincón Hondo                                 | Pesé                 |
| Distretto di Santa María | Santa María, Chupampa, El Rincón, El Limón, Los Canelos                                                                         | Santa María          |

## Società

### Evoluzione demografica
La provincia di Herrera, secondo i dati del censimento del 2010, ha una popolazione di 107 911 abitanti, di cui 54 447 uomini e 53 464 donne. A Herrera, la popolazione fenotipicamente bianca è la maggioranza, mescolata alla popolazione amerindia sopravvissuta alla conquista spagnola. La cultura della popolazione indigena è scomparsa dalla penisola di Azuero in epoca coloniale. La provincia di Herrera aveva un indice di sviluppo umano per l'anno 2018 di 0,834 (0,732 nel 2007).
Per quanto riguarda la composizione genetica della popolazione della provincia, il principale studio genetico matrilineare effettuato a Panama, con un campione di 116 fabbri, ha evidenziato che il DNA mitocondriale della popolazione era prevalentemente composto, con l'88,79% da aplogruppi mitocondriali caucasici, principalmente A2 con il 61,21%, B2 con il 24,14% e, in misura minore, C1 con il 3,45%. La popolazione amerindia rappresenta lo 0,86% del genoma mitocondriale degli "herrerani", tutto l'aplogruppo U, definito dalla scarsa immigrazione di donne indigene nella regione.

## Infrastrutture urbane e trasporti

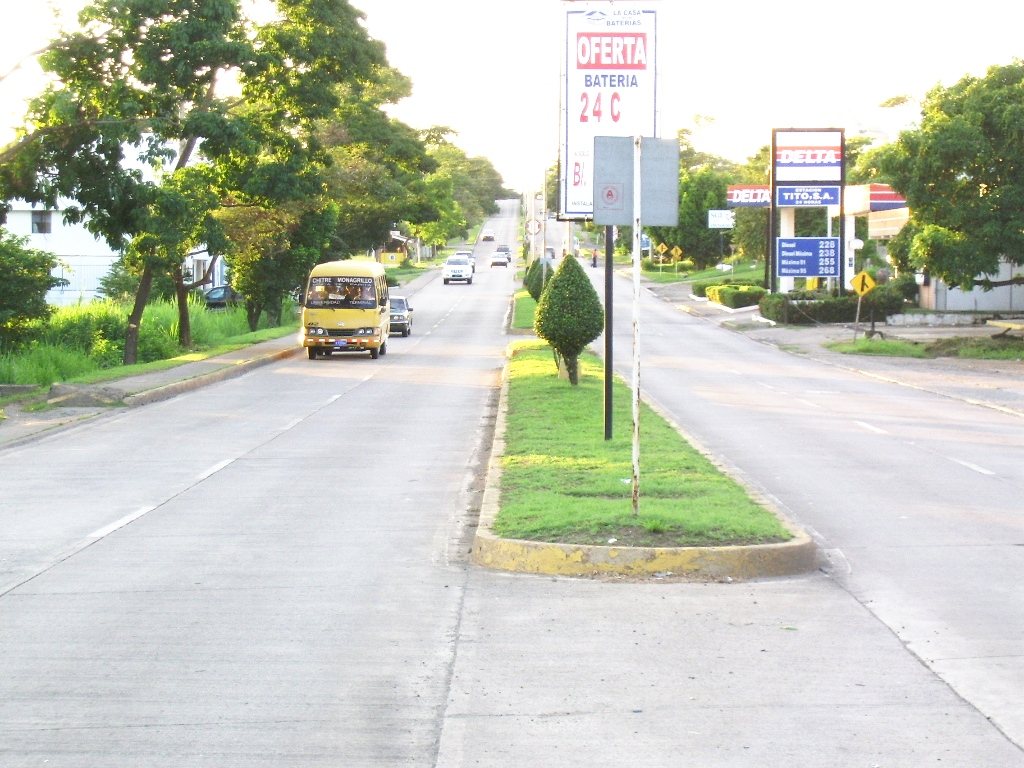
Una strada a doppia corsia di Chitré

A Herrera le città e gli insediamenti minori sono piccole con architettura spagnola: la provincia è collegata alla città di Panama dall'autostrada nazionale, che si unisce all'autostrada panamericana all'altezza di Divisa. Non esistono superstrade o autostrade, ma, in generale, le vie di comunicazione versano in buone condizioni.
Nel trasporto urbano, i movimenti pedonali e non motorizzati coesistono svantaggiati con l'uso di mezzi propri e con un sistema di trasporto pubblico non sufficientemente sviluppato.

## Risorse
La penuria di risorse combustibili di origine fossile o il loro basso apporto calorifico provoca una forte dipendenza dal petrolio importato nel settore energetico, sebbene la penisola di Azuero abbia un grande potenziale per lo sviluppo di energie rinnovabili, in particolare energia solare ed eolica, idroelettrica. Si tratta comunque di un settore non sufficientemente sponsorizzato dal governo panamense e questo rende la provincia di fatto dipendente in tema energetico da altre regioni del Paese.

## Istruzione
Come nel resto dello Stato, l'istruzione di base è obbligatoria e gratuita per tutti, ma l'analfabetismo colpisce ancora il 6,8% della popolazione. Gli anni di scuola sono 7,2 anni per gli uomini e 8,2 anni per le donne, uno dei tassi più bassi del Paese. L'accesso all'acqua potabile nelle scuole elementari è dell'88,7%, rispetto all'80% nelle scuole medie e inferiori. Solo l'85,3% delle scuole primarie dispone di elettricità e l'accesso a un computer si ferma al 42,5% per le scuole secondarie e medie della provincia, un dato molto inferiore al 61,7% di province come Colón. Per quanto riguarda l'accesso a Internet, nelle scuole primarie il dato si attesta al 15,5%, mentre nelle superiori e medie ha accesso il 20,8%, contro il 57,2% della capitale del Paese. Tutti questi problemi inducono solo il 75% degli studenti della scuola materna a proseguire gli studi, il penultimo posto a livello nazionale.

### Università
- Università di Panama (sezione distaccata a Chitré)
- Università Latina di Panama
- Università dell'Istmo di Chitré (UDI)
- Università metropolitana di scienze e tecnologia di Chitré (UMECIT)
- Università Columbus di Azuero

## Sanità
La sanità pubblica di Herrera dipende dal Ministero della Salute, in quanto il sistema è centralizzato. Si contano centri di assistenza di pronto soccorso in tutta la regione, mentre gli ospedali di secondo livello si trovano solo a Chitré. I principali ospedali pubblici sono il Cecilio Castillero, il Vigía e alcune cliniche private. In totale, la provincia conta cinque strutture ospedaliere e ventidue centri sanitari e policlinici. Nella provincia, il rapporto medico/abitante è di 1 a 590, molto indietro rispetto alla città di Panama (181 abitanti per medico).
La regione non ha centri di terzo livello.

## Scienze e tecnologia
L'investimento in ricerca, sviluppo e innovazione risulta inferiore alla media panamense, di per sé già abbastanza scarsa, fattore che costringe la popolazione di Herrera a proseguire gli studi di specializzazione all'estero o nella capitale Panama.

## Arte, cultura e tradizioni
Le particolari condizioni storiche e geografiche, nonché i complessi flussi di popolazione avvenuti nei secoli, hanno portato alla stratificazione della cultura azuerense. Le comunità, alcune molto diverse tra loro, hanno lasciato un'impronta lentamente sedimentatasi tra gli abitanti: si pensi al fatto che la colonizzazione spagnola durò più di cinquecento anni e che alcune tradizioni degli indiani sopravvivono.
Herrera, vicino alla provincia di Los Santos, ha il merito di aver esportato la sua cultura nel resto del paese e ha conferito un'unità culturale e un sentimento di appartenenza nei primi decenni della sua esistenza. Il folclore è ancora molto presente, così come si rintraccia lo stile coloniale nella disposizione delle sue città e nella filosofia dei suoi abitanti.

### Artigianato
Il festival Manito Ocueño è molto famoso e si svolge nel piccolo centro di Ocú: la ceramica è particolarmente apprezzata e si concentra su riproduzioni precolombiane di alta qualità: i prodotti risultano sul mercato nazionale tra i più graditi del loro genere.

### Architettura
L'elemento architettonico più famoso di Azuero è la casa quincha, con evidenti caratteristiche andaluse. Le tegole, gran parte della struttura del tetto e persino le pareti anteriori della casa in due tonalità richiamano infatti tale stile; il colore più intenso nella parte inferiore non si riscontra invece nell'estremità superiore del muro. Questo modo tradizionale di dipingere la casa quincha deriva da un'antica superstizione mozarabica che cercava di allontanare gli spiriti maligni colorando la base delle abitazioni.

### Musica
I fratelli Samy e Sandra Sandoval godono di una discreta fama a livello nazionale e internazionale.
Il gruppo rock dei Los Rabanes è noto a livello internazionale per le proprie audaci esibizioni insieme alla band Os Almirantes.

## Spagnolo azuerense
A Herrera, come in altre province della penisola di Azuero, si trova la maggioranza dei locutori della variante linguistica azuerana, tipica soprattutto di questa regione. Nella parlata in tale idioma, è frequente sentire parole indubbiamente affiliate al mozarabico, giunto nella regione con gli immigrati andalusi. Lo spagnolo della penisola Azuero è caratterizzato dall'appartenenza al voseo dialettale americano, ma risulta diverso dal voseo centroamericano.
Considerata in maniera pressoché nulla dalla norma panamense a tutela delle minoranze linguistiche, la variante non viene insegnata durante l'istruzione primaria, anche a causa della mancanza di interesse mostrato da molte grammatiche e manuali didattici spagnoli, nella sua diffusione e corretto apprendimento. Ciononostante, figura tra i simboli identitari del popolo azuerense.
Dalla lingua degli andalusi derivarono molte parole di origine mozarabica, tipiche di questa regione.

## Gastronomia
Il torrejita de mais è un dolce fritto fatto principalmente di mais. Il sancocho de gallina è un tipico spezzatino, cotto su forno a legna, composto da carne di pollo, patate dolci, origano, pannocchie e coriandolo, che gli conferisce il suo sapore caratteristico.
Le tamales sono tra le pietanze più tradizionali della provincia, specie durante le festività natalizie. Sono costituite da mais e il ripieno può avere pollo, manzo o maiale.
Il suspiro è un dolce a forma a spirale ed è composto da farina, amido di manioca e zucchero.
Gli alfajores sono dolci composti da due biscotti di farina e diversi tipi di zucchero che hanno al centro delicatezza e caramello.

## Festività

### Carnevale
Una celebrazione che vanta origini profonde è il carnevale di Chitré, colloquialmente noto come carnaval de la berraquera e tra i più popolari di Panama. La festività si caratterizza per la rivalità tra le diverse strade della città, le quali si "sfidano" ogni anno cantando melodie e realizzando carri allegorici, anche se questa tradizione è nata a Las Tablas. Di spessore sono anche il carnevale di Parita e l'Ocú, il quale coinvolge più frazioni cittadine.

## Sport
Herrera è la provincia di Panama con il maggior numero di campionati di baseball vinti. Nella storia di questo sport a Panama, Herrera vanta sedici titoli, il primo dei quali vinto nel 1945; inoltre, annovera due serie di tre campionati ottenuti di fila e l'ultimo titolo conquistato risale al 2007. Il principale stadio, il Rico Cedeño nella città di Chitré, è uno dei più importanti del paese ed è attualmente in fase di ristrutturazione. Altre strutture sportive sono presenti a Pesé e Ocú.
È praticato pure il softball e pure in tal caso con ottimi risultati in fatto di titoli conquistati. L'allenatore in attività per più di venti anni, Rutilio Cedeño di Herrera, ha guidato in più occasioni la squadra nazionale di softball di Panama nelle partite internazionali, riportando vittorie anche a livello olimpico.
La partecipazione dei club nelle manifestazioni di nuoto con il nome di "Los Peces Dorados" ha fruttato importanti trionfi nazionali.
Allo stesso modo della provincia di Los Santos, per quanto riguarda l'ippica attira diversi spettatori il lancio del lazo.
In epoca assai recente, nel 2016, è nata la squadra di calcio chiamata Azuero FC, poi rinominata Herrera FC. Le partite di casa di tale squadra avvengono a Chicré nello stadio di Los Milagros, il quale ha una capienza di 1 000 posti.